# Vanda merrillii
Vanda merrillii är en orkidéart som beskrevs av Oakes Ames och Eduardo Quisumbing y Argüelles. Vanda merrillii ingår i släktet Vanda och familjen orkidéer.
Artens utbredningsområde är Filippinerna. Inga underarter finns listade i Catalogue of Life.

## Bildgalleri

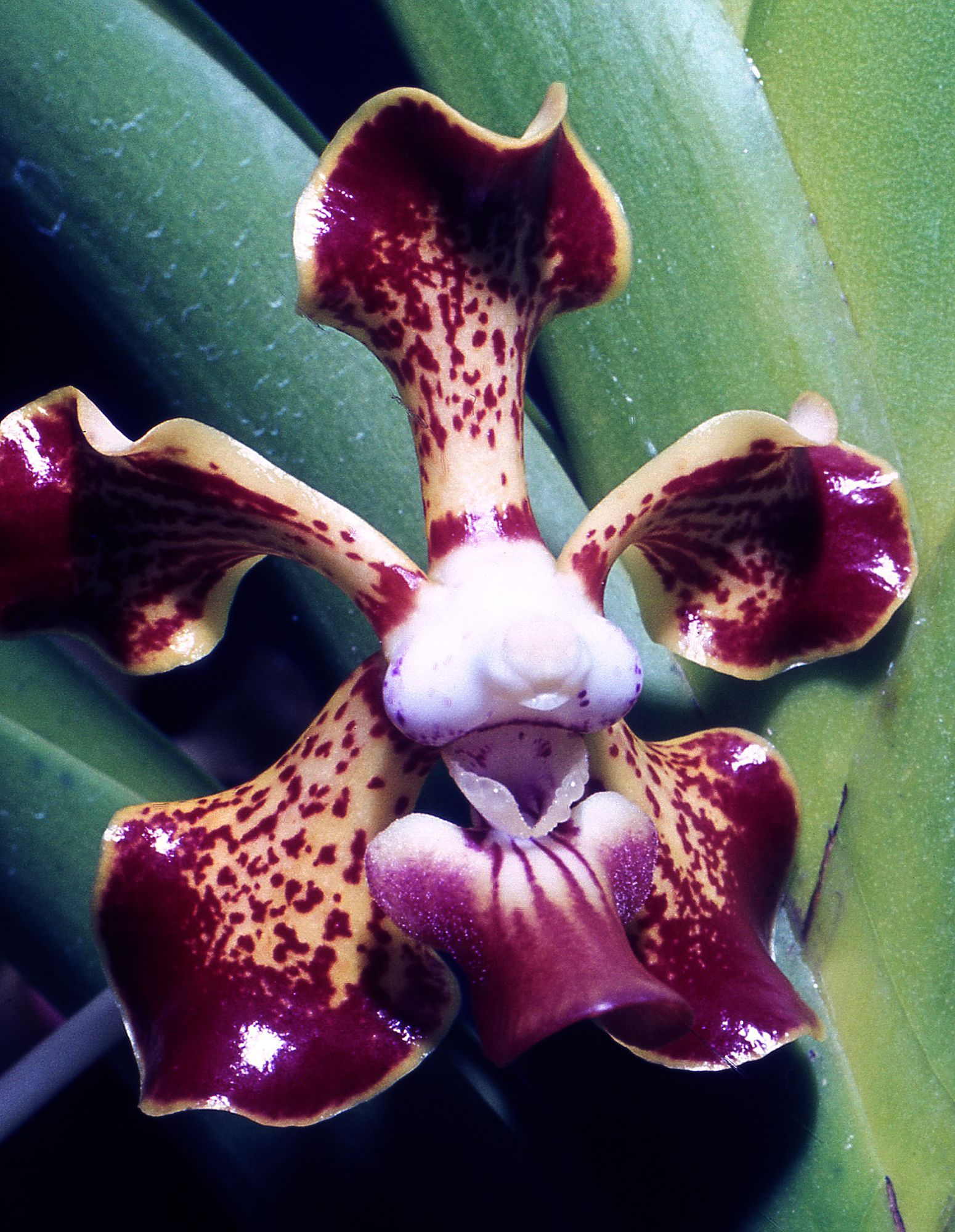